# Entalophoroecia gracilis
Entalophoroecia gracilis är en mossdjursart som beskrevs av Harmelin 1976. Entalophoroecia gracilis ingår i släktet Entalophoroecia och familjen Diaperoeciidae. Inga underarter finns listade i Catalogue of Life.